# 中国—吉布提关系
中國—吉布提关系，是指歷史上的中國和吉布提、以至現在中華人民共和國與吉布提共和国之間的雙邊關係。

## 歷史
吉布提境內曾发现中国古代的瓷器:144。
1950年代，吉布提人爭取從法國獨立，中華人民共和國當時亦有支持:157；其後，吉布提在1978年6月下旬宣佈獨立為国，時任中国共产党中央委员会主席华国锋致电道贺，并承认吉布提獨立:42。
中华人民共和国和吉布提在1979年建立外交關係:147。建交之初，中华人民共和国未派常驻大使到吉布提，駐當地大使一職曾经由驻法国大使兼任；吉布提方面對此不满，認為英、美等大国均有遣使到當地，唯獨中华人民共和国沒有，質疑中华人民共和国輕视小国:147。最後，中华人民共和国在1990年任命其駐吉布提大使:162。
2019年1月8日，中国共产党中央委员会总书记习近平同吉布提总统伊斯梅尔·奥马尔·盖莱互致贺电，庆祝两国建交40周年。2024年9月2日，中吉关系提升为全面战略伙伴关系。

## 經貿關係
- 中國大陸出口到吉布提的产品[8]
- 吉布提出口到中國大陸的产品[9]

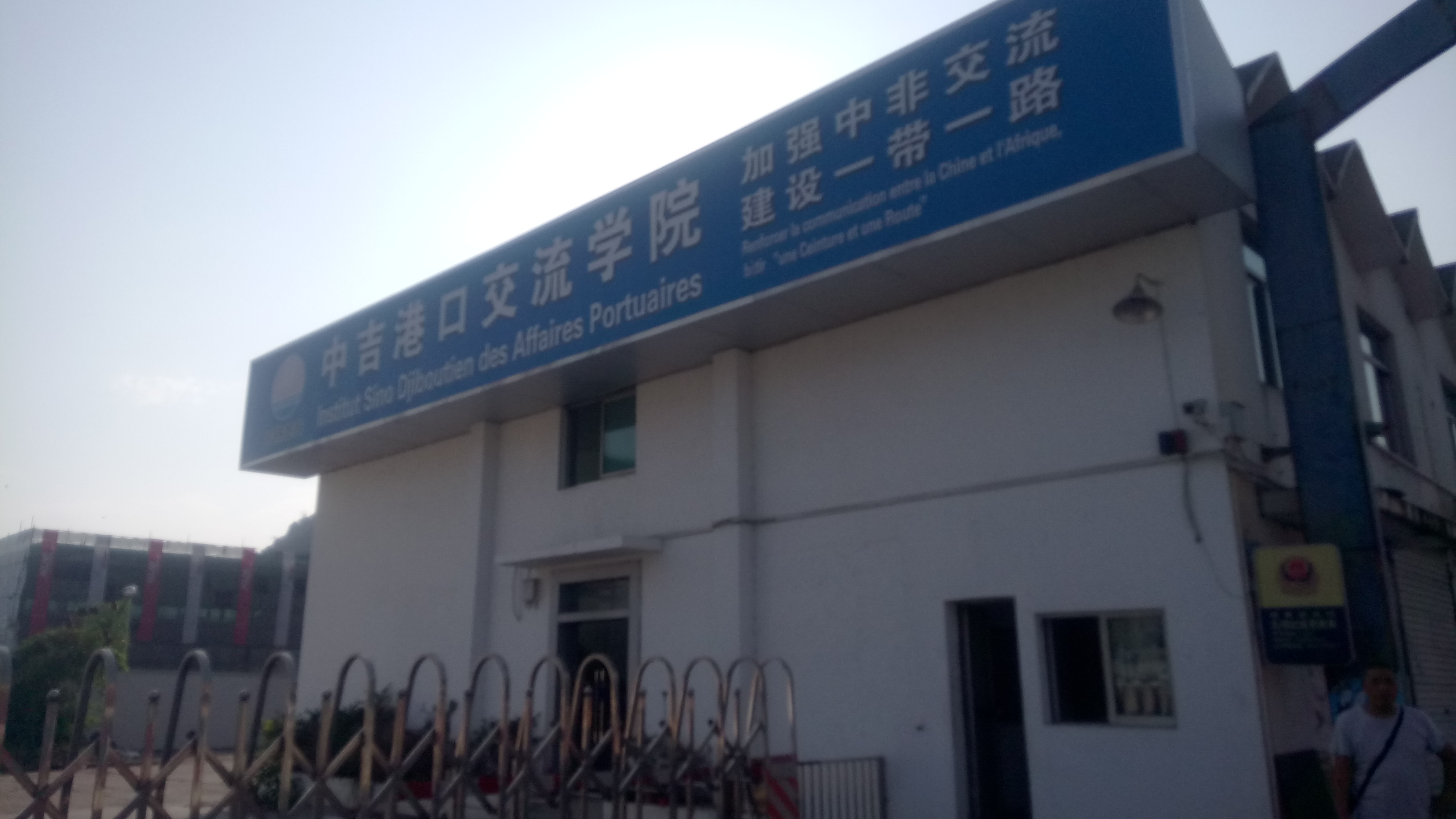
深圳中吉港口交流学院

吉布提很少把貨物出口到外地，當地的人口和商品需求亦不多；因此，故中国和吉布提的雙邊贸易额較小，兩國贸易也以中國出口到吉布提为主。2012年，中華人民共和國（不包括港澳地區）出口了8.85億美元到吉布提，貨品涵蓋紡織品、機械設備等各類別；吉布提在同年出口了61.1萬美元到中國（不包括港澳台），逾半貨物為礦產品。
截至2014年中旬，在吉布提設有代表機構的中國企業包括招商局集團、中國建築工程總公司、华为等，當地亦有一些華資企業。

## 軍事關係

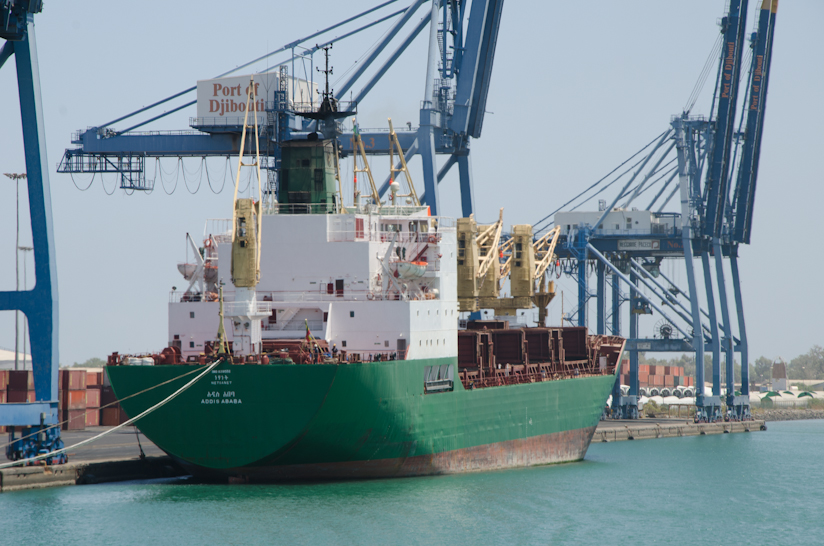
吉布提同意讓中國人民解放軍海軍使用吉布提港，圖為吉布提港一隅。

中國人民解放軍海軍於2008年開始在亞丁灣為外國船隻護航，打擊索马里海盗，需要可供艦艇進行補給的港口；因此，吉布提同意讓解放軍海軍使用吉布提港。2010年，解放軍海軍的920型醫院船短暫停靠在吉布提港附近，當地不少民眾登上該船参观，亦有人在船上接受治療。
2015年5月，吉布提總統伊斯梅爾·奧馬爾·蓋萊接受法新社記者訪問，期間透露中華人民共和國有意在該國城市奧博克設立一座永久性的軍事基地；分析認為，美國、法國和日本均在吉布提設立軍事基地，而亞丁灣一帶的穩定也會影響中華人民共和國的能源供應，故中華人民共和國要打破過去不謀求在外國駐兵的主張，增強自身權益。

## 援助
中華人民共和國自1979年起向吉布提施予援助，为該國援建的項目包括体育场、科學研究中心等文化設施；吉布提也有中華人民共和國派遣的农业专家，他們曾在當地农场救治牲畜，得到当地人送贈農作物。
截至2015年，中華人民共和國合共向吉布提派遣了17批医疗队，為吉布提民眾提供醫療服務；第17批派到吉布提的中國医疗队曾服務約50000人次，队长擅長中医学療法，负责吉布提总统及其家眷的健康，曾獲授勋。此外，中華人民共和國已和吉布提達成協議，派遣眼科专家到吉布提施行白內障手術，幫助當地的白内障患者恢復視力。

## 外部連結
- 中华人民共和国驻吉布提共和国大使馆官方网站（简体中文）（法文）
  - 中华人民共和国驻吉布提共和国大使馆经济商务处官方网站（简体中文）